# Sękata Grzęda

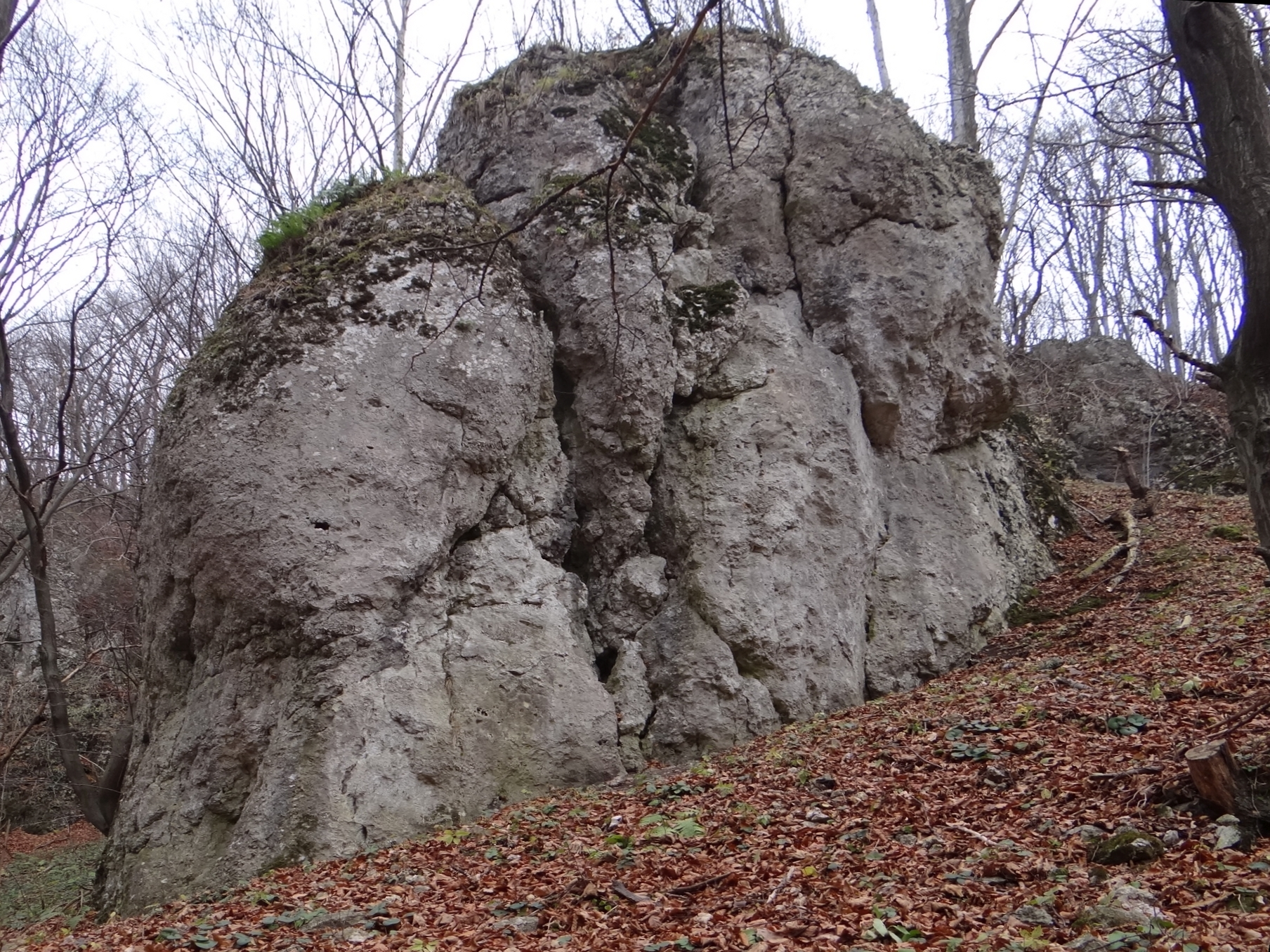

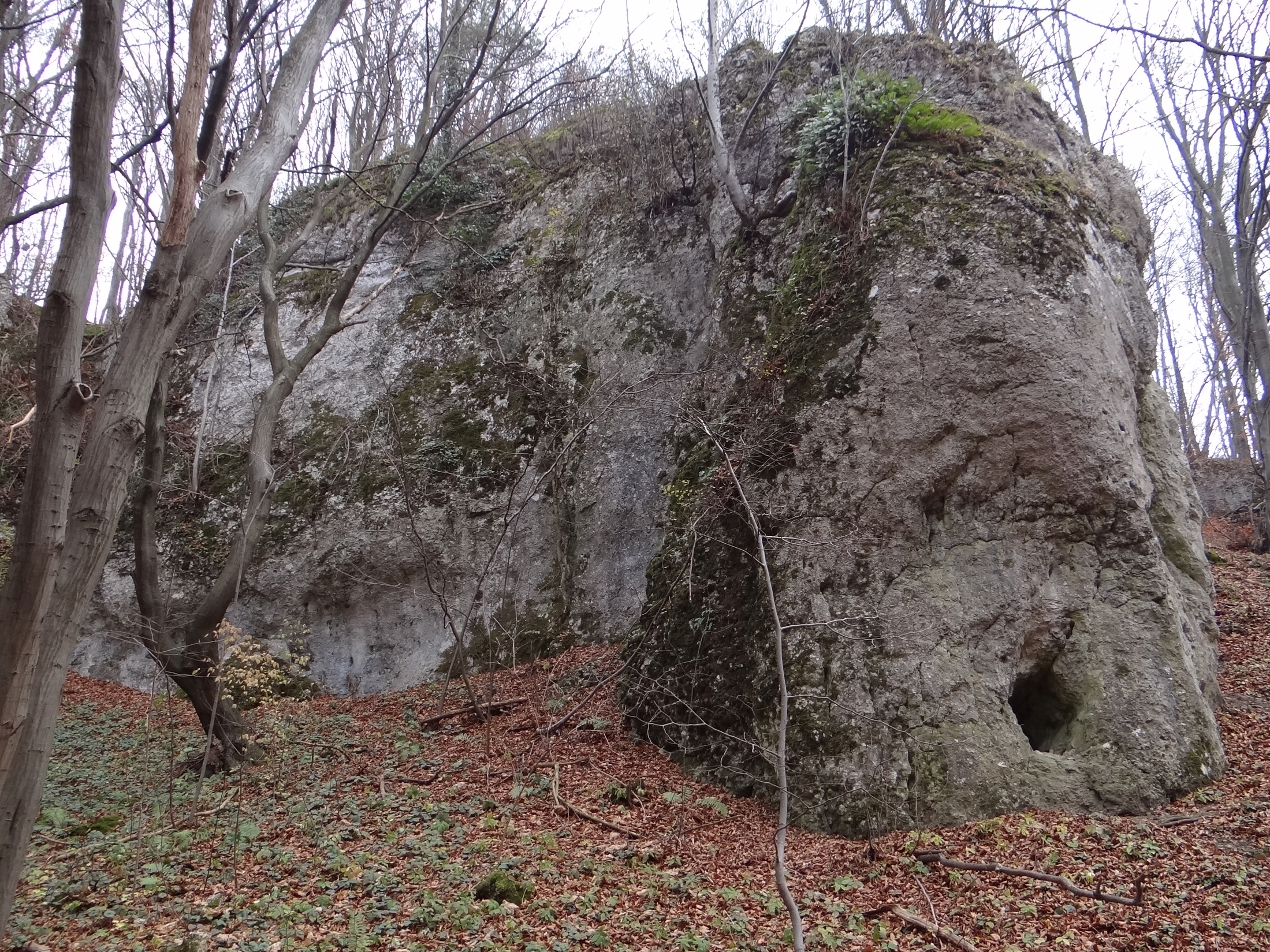

Sękata Grzęda – zbudowana z wapieni skała w Dolinie Kobylańskiej na Wyżynie Olkuskiej. Administracyjnie znajduje się w granicach wsi Karniowice, w gminie Zabierzów w powiecie krakowskim.
Sękata Grzęda ma wysokość 12 m i znajduje się w górnej części Doliny Kobylańskiej, w orograficznie lewych zboczach lewego jej odgałęzienia – bocznego wąwozu mającego wylot przy skałach Lotniki. Można ją rozpoznać po otworze jaskini o północno-zachodniej ekspozycji, widocznym ze ścieżki wiodącej dnem wąwozu. Powyżej Sękatej Grzędy znajdują się jeszcze inne, mniejsze skałki.
W Sękatej Grzędzie znajdują się trzy jaskinie: Pojedyncza Koliba (jej otwór widoczny jest ze ścieżki) oraz Jaskinia w Górze Doliny Kobylańskiej i Lisi Korytarzyk (ich otwory znajdują się wyżej, na południowej ścianie Sękatej Grzędy). Na północnym przedłużeniu Sękatej Grzędy jest jeszcze Szczelina w Górze Doliny Kobylańskiej.

## Wspinaczka skalna
Na Sękatej Grzędzie uprawiana jest wspinaczka skalna. Jest 7 dróg wspinaczkowych o trudności od II+ do VI+ w skali polskiej. Staraniem fundacji Wspinka zamontowano na nich stałe punkty asekuracyjne: ringi (r) i dwa ringi zjazdowe (2rz).
1. Zgrzęda; VI+, 3r + 2rz
2. Maoryska VI, 3r + 2rz
3. Mao Brakowao VI, 3r + 2rz
4. Dziaddyga VI.2, 3r + 2rz
5. Stękacz V-, 5r + 2rz
6. Połykacze tęczowej cyfry; VI, 3r + 2rz
7. Sękacz; III+, 3r + 2rz[1].